# Mika Nagoya
Mika Nagoya (名越美香, Nagoya Mika; Kasukabe, Prefectura de Saitama, Japón,13 de abril de 1966) es una cantante y ex idol japonesa, activa en la década de los 80.
Formó parte del grupo idol Onyanko Club, como la miembro número 9. Al haber contraído nupcias, adoptó el nombre de Lin Miharu (リン美香, Miharu Lin). Su nombre real es Mika Rin
(リン 美香, Rin Mika), pero ella es conocida por su nombre artístico.

## Biografía
Nagoya se unió a Onyanko Club en 1985, tras aprobar en el concurso televisivo: «All Night Fuji» que buscaba reclutar chicas para convertirlas en Idols. Era una de las vocalistas principales dentro de la agrupación, con temas como; «Ijiwaru ne Darlin». En 1986 formó un subgrupo llamado Nyangilas, junto a sus compañeras Aki Kihara, Rika Tatsumi y Mako Shiraishi. Con este liberaron dos singles y 1 álbum de estudio. Después de esto el grupo se disolvió. 

### Después de Onyanko Club
En septiembre de 1986, Mika se graduó del grupo, ya que deseaba estudiar inglés y convertirse en una actriz. Siendo partícipe de algunas producciones teatrales.  
Un año después estuvo presente en la separación del mismo, posteriormente se retiró del mundo del espectáculo.

## Actualidad
En 2014, tuvo un reencuentro junto con Nyangilas con la aparición especial de Utsumi Kazuko. Para promocionar un Boxset, de Onyanko Club. 

## Vida personal
Nagoya contrajo nupcias con un ciudadano de Hong Kong, donde reside actualmente.

## Discografía

### Sencillos junto a Onyanko Club
| 21 de septiembre de 1985 | Ijiwaru ne Darlin |